# Riu Mira
El riu Mira és un riu portuguès que neix a una altitud de 470 m a la Serra do Caldeirão i discorre durant uns 145 km fins a desembocar a l'oceà Atlàntic, a Vila Nova de Milfontes. És un dels pocs rius d'Europa que corre de sud cap a nord, tal com el riu Sado o la Garona. Entre els principals afluents del Mira destaquen la riera del Torgal, els rius Luzianes i Perna Seca al marge dret, Macheira, Guilherme i Telhares al marge esquerre.